# Ligne von Wartburg

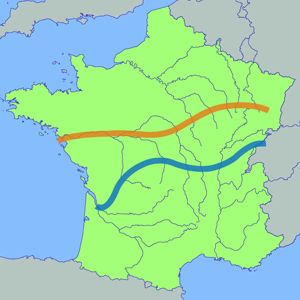
En orange, la ligne von Wartburg. En bleu, la limite actuelle entre langue d'oïl au nord et langue d'oc et francoprovençal au sud.

La ligne von Wartburg (ou ligne Nantes-Épinal) est une appellation commune donnée à une frontière linguistique mise en évidence par Walther von Wartburg dans son étude Les origines des peuples romans publiée en 1941. Cette ligne permet de distinguer, au IXe siècle, les variétés septentrionale et méridionale du gallo-roman. Elle a été signalée pour la première fois par Jakob Jud.

Langues de l'espace gallo-roman
1 Limites actuelles de la langue occitane
2 Limites anciennes de la langue occitane
3 Limites actuelles du francoprovençal
4 Limites anciennes du francoprovençal
5 Limites méridionales du français au VIIIe siècle s. (ligne Von Wartburg)
6 Limites méridionales du français au XIIIe siècle s.
7 Limites du breton au XIXe siècle s.
8 Limites du breton au IXe siècle s.
9 Limite actuelle des langues germaniques
10 Pertes du français sur les langues germaniques
11 Recul des langues germaniques par rapport au français

Selon Walther von Wartburg, cette frontière linguistique est la conséquence de l'établissement des Francs au "nord de la Loire" et coïncide avec la limite ethnique et politique qui s'est formée vers l'an 500 entre le royaume franc de Neustrie au nord et l'Aquitaine et la Bourgogne au sud. Pour d'autres chercheurs, le latin parlé en Gaule du nord était déjà différencié avant l'arrivée des Francs,.
Avec le temps, cette ligne s'est déplacée notablement vers le sud jusqu’à devenir la limite actuelle entre langue d'oïl d'une part et langue d'oc et francoprovençal d’autre part.

## Description géographique
La ligne Von Wartburg part de l’embouchure de la Loire, suit le fleuve jusqu'à la Sologne qu'elle laisse au nord avant de rejoindre de nouveau la Loire aux alentours de Cosne-Cours-sur-Loire. De là, elle passe au nord du Morvan, laisse au sud une partie importante de la Bourgogne et l'ensemble de la Franche-Comté avant d'atteindre le sud du massif des Vosges.